# Catherine Bazin
Pour les articles homonymes, voir Bazin.
Catherine Bazin (née le 13 juillet 1950 à Dijon) est une athlète française, spécialiste du lancer du disque.

## Biographie
Elle améliore à deux reprises le record de France du lancer du disque : 51,66 m le 7 juillet 1973 à Colombes et 52,92 m le 22 juillet 1973, toujours à Colombes. Ce record sera battu en 1975 par Noëlle Jarry.
Elle est sacrée championne de France du lancer du disque en 1973.